# گرینویل (رود آیلند)
گرینویل (به انگلیسی: Greenville) شهری در ایالت رود آیلند کشور ایالات متحده آمریکا است که جمعیت آن در سرشماری سال ۲۰۱۰ میلادی، ۸٬۶۵۸ نفر بوده‌است.

## نگارخانه

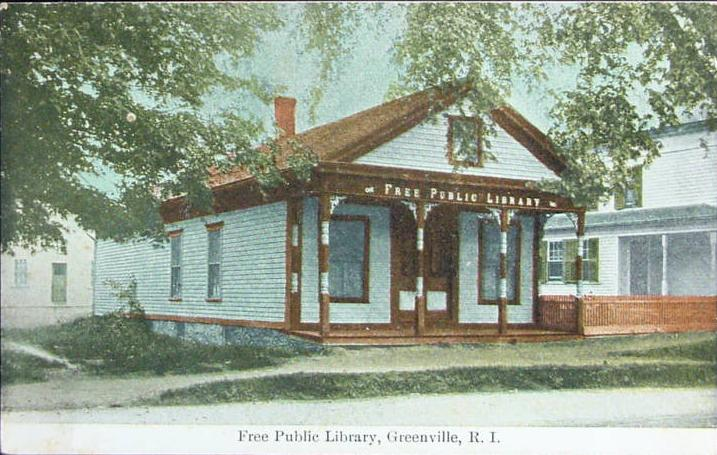
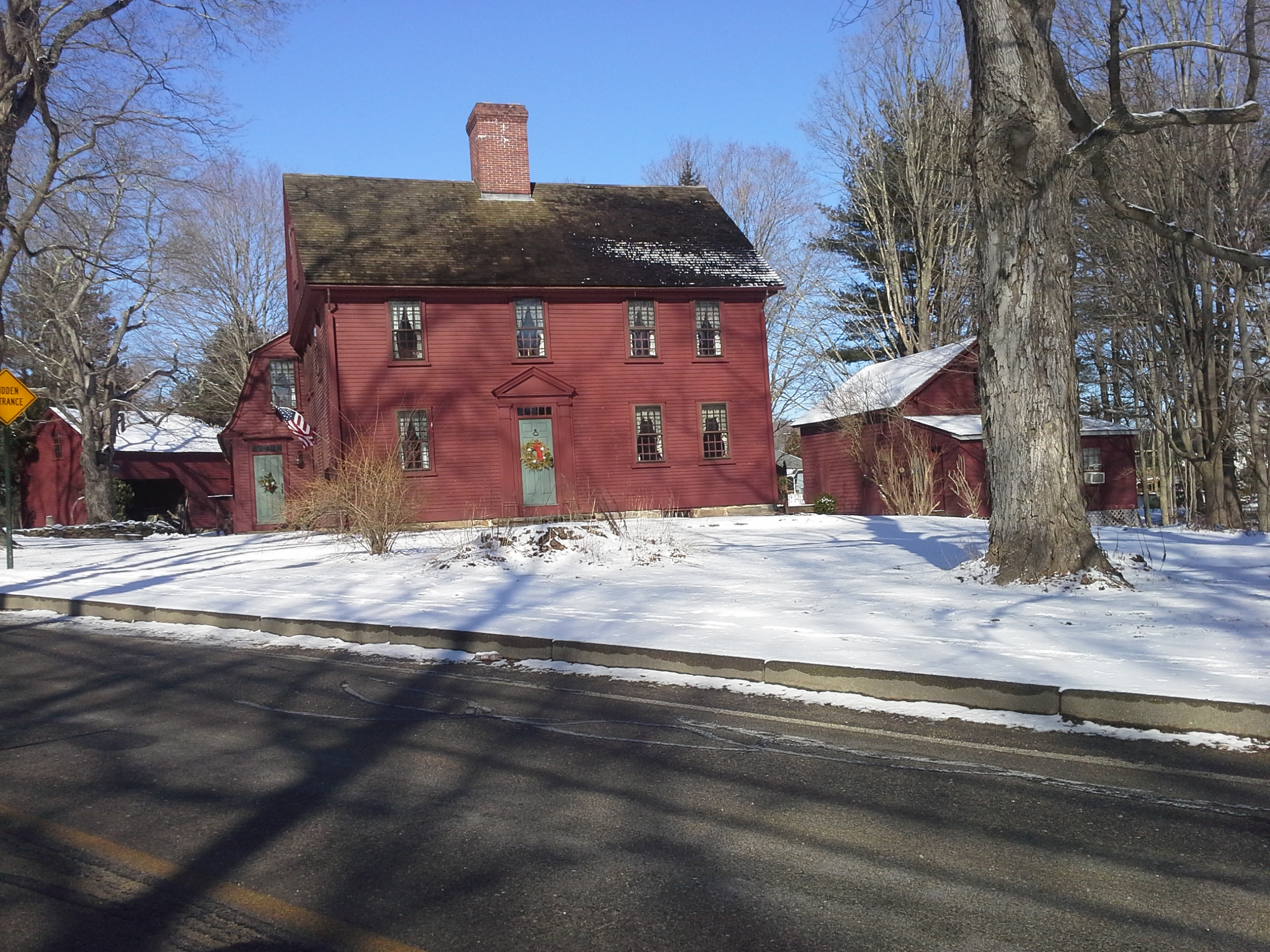
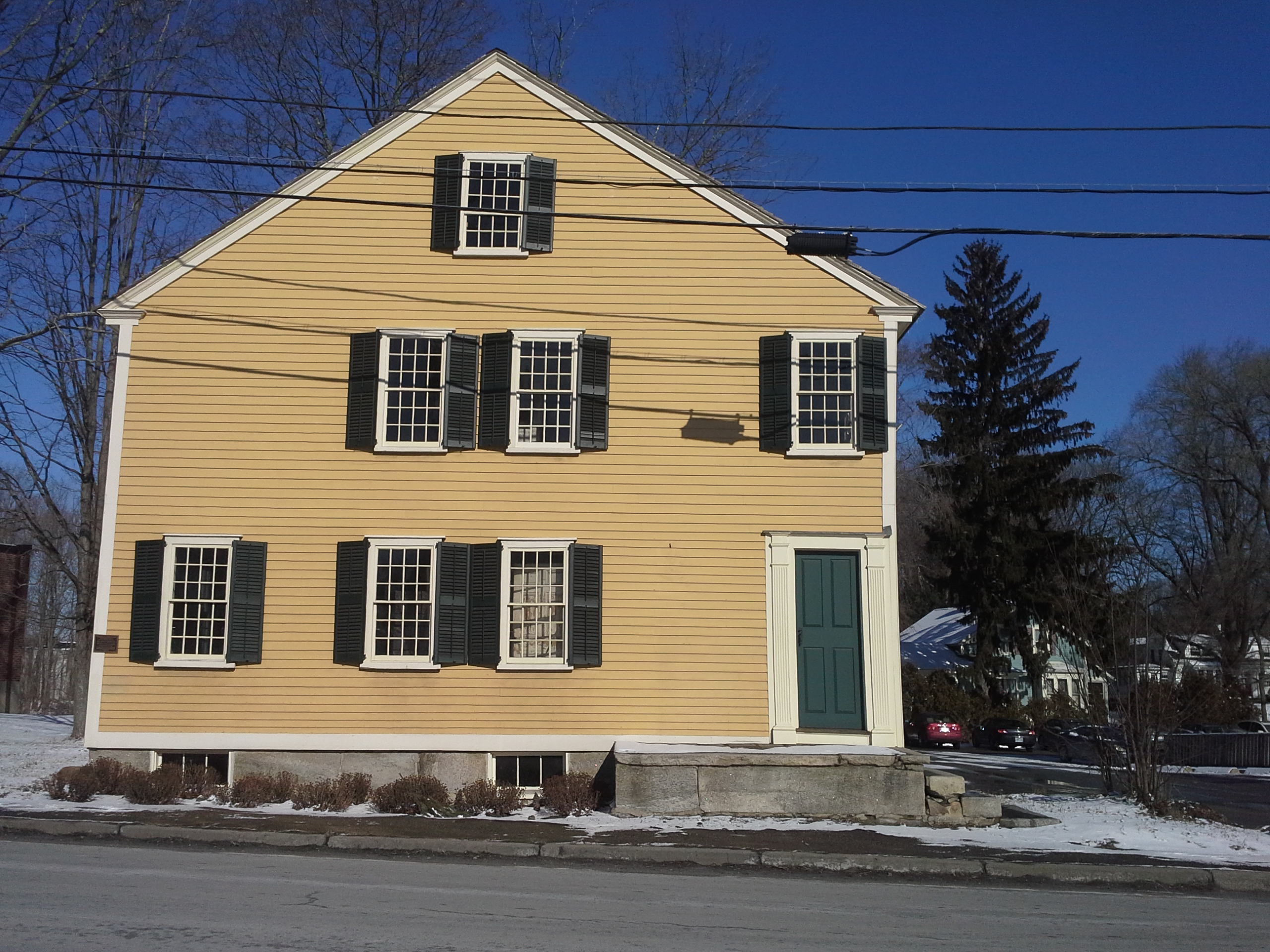
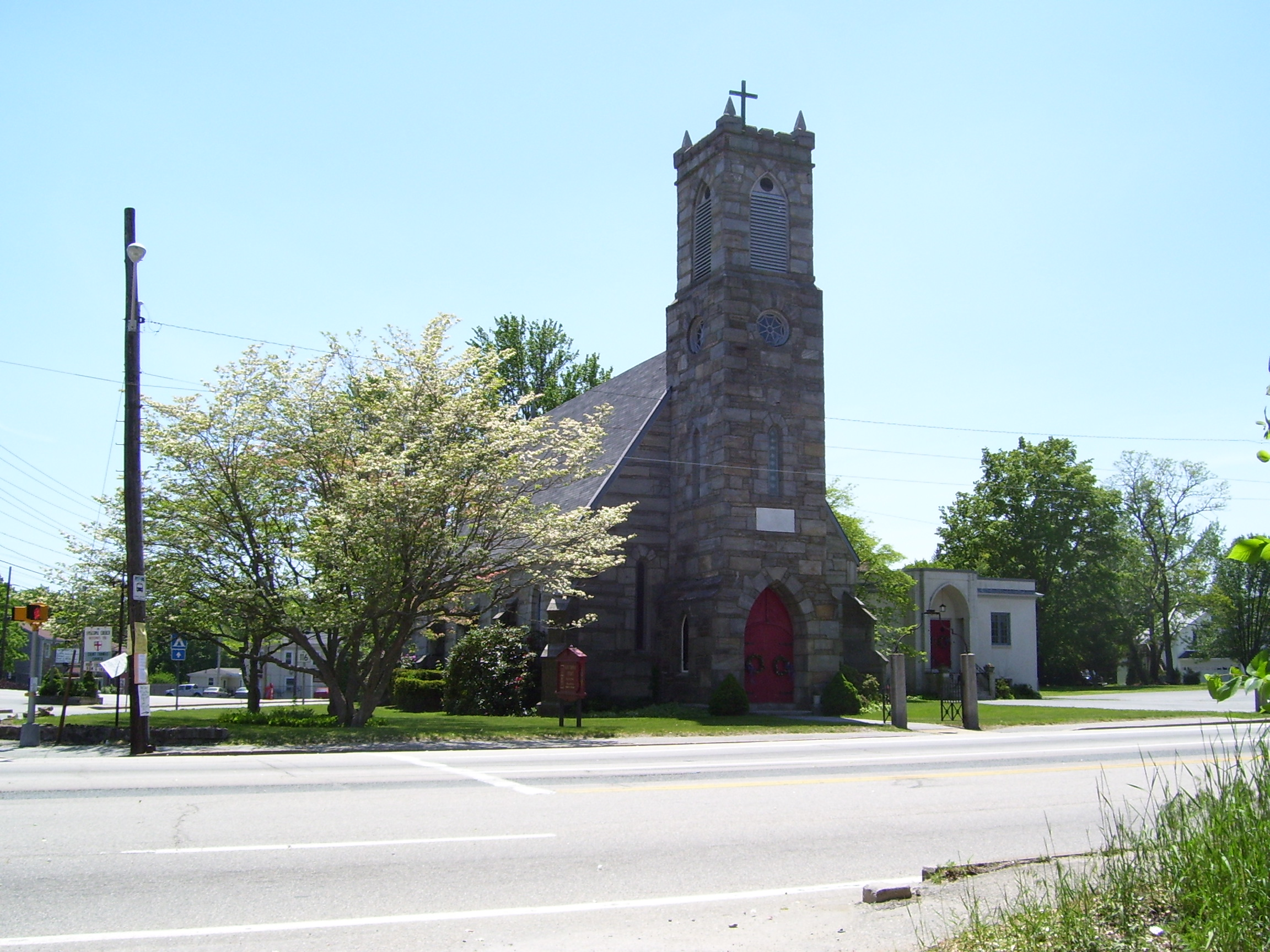